# Река (телесериал)
«Река» (англ. The River) — американский псевдодокументальный телесериал в жанрах мистики, ужаса и приключения, премьера которого состоялась в сезоне 2011—2012 на телеканале ABC в качестве замены в середине сезона. Единственный сезон сериала состоит из восьми эпизодов. Премьера состоялась 7 февраля 2012 года, а финал 20 марта 2012 года. Российская премьера сериала состоялась одновременно с мировой — на сайте Now.ru. 11 мая 2012 года ABC официально закрыл сериал.

## Сюжет
В центре сюжета группа людей, которая отправилась на поиски известного телеведущего и исследователя Эммета Коула, который бесследно исчез во время путешествия на Амазонку в центре Южной Америки. Шесть месяцев спустя, его жена и сын получили от него сигнал, который указывает на то, что он может быть жив. Это побуждает группу людей отправиться на те места, где он пропал, по дороге снимая документальный фильм об их таинственных приключениях.

## В ролях
- Брюс Гринвуд — Эммет Коул
- Джо Андерсон — Линкольн Коул
- Лесли Хоуп — Тесс Коул
- Элоиза Мамфорд — Лена Лэндри
- Пол Блэкторн — Кларк Квайэтли
- Томас Кречман — Курт Брайнилдсон
- Скотт Майкл Фостер — Джонас Бекетт
- Дэниел Сакапа — Эмилио Валенсуэла
- Шон Паркс — Эджей Пулен
- Паулина Гайтан — Яхель Валенсуэла
- Ли Тергесен — Русс Лэндри
- Кэти Фезерстон — Розетта Фишер «Кролик»

## Разработка и производство
Сериал о поисках человека в Амазонских низменностях был придуман сценаристами Ореном Пели и Майклом Р. Перри.
Сериал на ранней стадии имел большой спрос среди каналов, в частности за него боролись NBC и ABC, ещё в сентябре 2010 года, и в конечном итоге его получил ABC.
В феврале 2011 года, ABC заказал сценарий для пилота, который был значительно переписан ветераном комиксов Майклом Грином. Производством занимались ABC Studios и DreamWorks. 13 мая 2011, ABC утвердил пилот и заказал съёмки первого сезона. 17 мая 2011, ABC объявил, что премьера телесериала будет в качестве замены в середине сезона. Пилотный эпизод был снят в Пуэрто-Рико и остальные семь эпизодов на Гавайях.

## Реакция

### Отзывы критиков
Пилотный эпизод получил благоприятные отзывы от критиков с начальным счётом 65 из 100 от Metacritic.

### Телевизионные рейтинги
Премьера не смогла привлечь большую аудиторию. Пилотный эпизод привлек 8,20 млн зрителей и демо-рейтинг в категории 18-49 составил 2,5. Второй эпизод вышел в эфир сразу после первого и упал до 6,82 млн и 2.2 в демо. Каждый последующий эпизод также регулярно терял зрителей.

## Эпизоды
| # | Название                                                   | Режиссёр           | Сценарист                                                                   | Оригинальная Дата эфира | Зрители в США (в миллионах) |
| --- | ---------------------------------------------------------- | ------------------ | --------------------------------------------------------------------------- | ----------------------- | --------------------------- |
| 1 | «Pilot» «Магус»                                            | Жауме Кольет-Серра | Сюжет: Орен Пели и Майкл Р. Перри Телесценарий: Майкл Грин и Майкл Р. Перри | 7 февраля 2012          | 8,20                        |
| В поисках доктора Эммета Коула команда исследователей отправляется в неизведанные глубины амазонки. Его жена Тесс решительно настроена найти своего мужа и организует поисковый отряд, состоящий из: её отчуждённого сына Линкольна, давнего друга Эммета - продюсера Кларка Куайтли, механика Эмилио Валенсуэла, его дочери-подростка Джахель, а также Лины Ландри - дочери оператора Рюса Ландри, исчезнувшего вместе с Эмметом, и "специалиста по безопасности" Курта Брюнсона. Они не ожидали, что поиски приведут их в место, которым правит магия, и привычные вещи станут там совсем другими. |                                                            |                    |                                                                             |                         |                             |
| 2 | «Marbeley» «Марбэли»                                       | Жауме Кольет-Серра | Майкл Грин и Зак Эстрин                                                     | 7 февраля 2012          | 6,82                        |
| Джахель становится одержимой духом Эммета Коула и Тесс решает получить от неё подсказки о местонахождении мужа. Затем команда находит дерево, обвешанное детскими куклами. Оно напоминает им старую легенду про "дух брошенной девочки". Дух похищает Тесс. Линкольн понимает, что он должен вернуть духу девочки её собственную мать, чтобы та взамен вернула ему Тесс. |                                                            |                    |                                                                             |                         |                             |
| 3 | «Los Ciegos» «Слепцы»                                      | Майкл Кэтлман      | Глен Морган                                                                 | 14 февраля 2012         | 4,96                        |
| В плёнках, оставленных Эмметом Коулом на "Магусе", содержится информация о местах которые посещал доктор. Следуя по "следам видеозаписей", команда находит пещеру, у которой был запечатлен пропавший. Неожиданно члены команды начинают слепнуть. |                                                            |                    |                                                                             |                         |                             |
| 4 | «A Better Man» «Хороший Человек»                           | Дин Уайт           | Арон Илай Колейт                                                            | 21 февраля 2012         | 4,80                        |
| Продвигаясь по реке в глубь Боюны, команда обнаруживает на одном из прибрежных деревьев повешенного. Неожиданно этот несчастный подал признаки жизни... |                                                            |                    |                                                                             |                         |                             |
| 5 | «Peaches» «Персики»                                        | Роб Бэйли          | Венди Бэттлс                                                                | 28 февраля 2012         | 4,04                        |
| На пути "Магуса" из ниоткуда возникает неизвестный корабль. Казалось столкновение неизбежно, но в самый последний момент загадочное судно проходит сквозь "Магус" и исчезает... Инцидент не проходит без последствий. У поисковой команды проблема: механик Эмилио и его дочь Джахель утверждают, что для починки судна нужны новые запчасти... |                                                            |                    |                                                                             |                         |                             |
| 6 | «Doctor Emmet Cole» «Доктор Эммет Коул»                    | Мишель Макларен    | Майкл Грин                                                                  | 6 марта 2012            | 4,21                        |
| Материалы, отснятые и оставленные на "Магусе" Доктором Коулом, приводят команду к водопаду, у которого те находят несколько носителей информации с новыми записями. Просматривая материалы, поисковики узнают, что на пути съёмочной группы доктора Коула вставали препятствия не только магического характера, но некоторые вопросы взаимного доверия, а также вопросы веры в собственные силы... |                                                            |                    |                                                                             |                         |                             |
| 7 | «The Experiment» «Эксперимент»                             | Кеннет Финк        | Су Хью                                                                      | 13 марта 2012           | 4,09                        |
| Решив, что наконец нашли Доктора Эммета Коула, команда "Магуса" отправляется в место, где согласно плёнкам оставили его аборигены. Они попадают в медицинский центр, но вопреки ожиданиям они не находят там ни доктора, ни кого бы то ни было ещё. В ходе расследования выясняется что здесь проводились исследования вакцины от рака, которая обнаружилась в генетике племени зулусов. Однако теперь там только трупы. Все усложнилось, когда эти трупы вдруг встали и пошли... |                                                            |                    |                                                                             |                         |                             |
| 8 | «Row, Row, Row Your Boat» «Плыви, плыви, плыви твоя лодка» | Гэри Фледер        | Арон Илай Колейт и Майкл Грин                                               | 20 марта 2012           | 3.99                        |
| Доктор Коул найден. Команда "Магуса" желает получить ответы. Когда отец с сыном решают поговорить, раздается выстрел и Линкольн заслоняет отца от пули. Он умирает. Вина падает на Курта как самого меткого на корабле. Желая вернуть Линкольна Тесс и Джахель проводят ритуал, где просят духа Боюны вернуть его душу. Ритуал удается, но есть проблема: сам демон Боюны вселился в тело Линкольна вместе с его душой и начал убивать... |                                                            |                    |                                                                             |                         |                             |